# 木村元
木村 元（きむら げん、1933年2月7日- 2021年2月21日）は、日本の俳優。本名:西尾 芳巳。旧芸名:木村 玄（読みは同じ）。
 

## 来歴
上海出身。関西学院大学 中退。
1954年、新国劇に入団し。1958年に大映へ移籍しバイプレーヤーとして、眠狂四郎シリーズ、座頭市シリーズ、忍の者シリーズ、大魔神など数々の有名作品に出演した。舞台や映画に出ていたが、1971年からはドラマと活動の場を広げ、時代劇、刑事ドラマの悪役など多数出演した。後年になると悪人以外の役も増えるようになっていった。
2021年2月21日に死去。88歳没。

## 出演

### 映画
- 消えた中隊（1955年1月14日、日活）- 内務衛兵
- ふり袖纏（1958年3月25日、大映）- 平鳶孫市
- 忠臣蔵（1958年4月1日、大映）
- 命を賭ける男（1958年4月29日、大映）- 我孫子新太郎
- 月の影法師 消えゆく能面（1958年8月31日、大映）- 沼畑三郎次
- 月の影法師 山を飛ぶ狐姫（1958年10月27日、大映）- 沼畑三郎次
- 赤胴鈴之助 黒雲谷の雷人 (1958年11月15日、大映）- 松平藩士二
- 水戸黄門漫遊記 (1958年12月21日、大映）- 伊達式部
- 山田長政 王者の剣 (1959年5月21日、大映）- 哨兵
- かげろう絵図（1959年9月27日、大映）- 奥村大膳の配下
- 薄桜記（1959年11月22日、大映）- 重宗
- 浮かれ三度笠（1959年12月6日、大映）- 箱根の雲助丙
- 濡れ髪喧嘩旅（1959年12月6日、大映）- 上役田中
- よさこい三度笠（1960年3月15日、大映）- 情吉
- 幽霊小判（1960年4月6日、大映）- 左平次配下山村
- 源太郎船（1960年6月15日、大映）- 杉田慶州
- 海蛇大名（1960年6月26日、大映）- 佐伯市之進
- 競艶八剣殿（1960年8月24日、大映）- 供先の武士
- 元禄女大名（1960年9月9日、大映）- 関所の役人頭
- 風来物語 あばれ飛車（1960年9月28日、大映）- 子分庄造
- 大菩薩峠（1960年10月18日、大映）- 岡田弥市
- 一本刀土俵入（1960年11月9日、大映）- 升八
- 忠直卿行状記 (1960年11月22日、大映）- 伝令
- 薔薇大名（1960年12月7日、大映）- 若侍臼井藤馬
- 鏡山競艶録（1960年12月21日、大映）- 供侍平田
- 妖花伝（1960年12月21日、大映）- 黒装束（甲）
- 晴小袖（1961年1月9日、大映）- 市公
- かげろう侍（1961年1月19日、大映）- 半三
- 潮来笠（1961年1月27日、大映、大映）- 三ン下奴茂十
- 唄は峠を越えて（1961年2月8日、大映）- 供侍久保
- 風と雲と砦（1961年2月22日、大映）- 九郎史郎
- 銭形平次捕物控　夜のえんま帖（1961年3月15日、大映）- 原三兵衛
- 天下あやつり組（1961年3月15日、大映）- 口上
- 寄切り若様（1961年4月2日、大映）- 兵藤一馬
- 大菩薩峠・完結編（1961年5月17日、大映）- 篠塚
- 沓掛時次郎（1961年6月14日、大映）- 磯田の鎌吉
- 水戸黄門海を渡る（1961年7月12日、大映）- 柿崎伴内
- お馬は七十七万石（1961年8月8日、大映）- 勘助
- 小太刀を使う女（1961年9月13日、大映）- 藤兵
- 新源氏物語（1961年10月14日、大映）- 商人B
- 銭形平次捕物控　美人鮫（1961年11月29日、大映）- 浪人A
- 続・悪名（1961年12月17日、大映）- 戦友
- お兄哥さんとお姐さん（1961年12月20日、大映）- 菊次
- 鉄砲安の生涯（1962年2月21日、大映）- 池内
- 三杯の盃（1962年3月4日、大映）
- 裁かれる越前守（1962年4月6日、大映）- 庄七
- 破戒（1962年4月6日、大映）
- 座頭市物語（1962年4月18日、大映）- 客の正六
- 雲右衛門とその妻（1962年6月24日、大映）- 杉森
- 斬る（1962年7月1日、大映）- 小諸藩士B
- 山男の歌（1962年7月8日、大映）- 雑誌記者１
- 江戸へ七十里（1962年7月29日、大映）- 中橋家供侍二
- 剣に賭ける（1962年9月16日、大映）- 大森挽平
- 殺陣師段平（1962年9月30日、大映） - 高島
- 忍びの者（1962年12月1日、大映）- 藤林砦見張りの男
- 抜き打ち鴉（1962年12月26日）- 武七
- 新選組始末記（1963年1月3日、大映）- 永倉新八
- 雪之丞変化（1963年1月13日、大映）- 平代
- 人斬り市場（1963年3月8日、大映）- 無宿者A
- 女系家族（1963年3月13日、大映）- 京雅堂の番頭
- 新・座頭市物語（1963年3月15日、大映）- 宇吉
- 第三の影武者（1963年4月21日、大映）-若者甲
- 対決（1963）（1963年5月29日、大映）- 諸木惣次郎
- 手討（1963年5月29日、大映）- 検死役同心
- 妖僧（1963年10月5日、大映）- 小尉木谷
- 眠狂四郎殺法帖（1963年11月2日、大映）- 根来竜雲
- 近世名勝負物語　花の講道館（1963年11月16日、大映）- 新聞記者石川
- 座頭市喧嘩旅（1963年11月30日、大映）- 清野
- 桃太郎侍（1963年12月14日、大映）- 進藤儀十郎(神島家の用人)
- 眠狂四郎勝負（1964年1月19日　大映）
- ど根性物語 図太い奴（1964年1月19日　大映）- 鈴村技術課長
- 日本名勝負物語　講道館の鷲（1964年2月1日　大映）- 筒井
- 剣（1964年3月14日、大映）
- 昨日消えた男（1964年4月18日、大映）- 清吉
- 宿無し犬（1964年5月2日、大映）- 彦松
- 黒の凶器（1964年6月20日、大映）- 塚谷
- 忍びの者 霧隠才蔵（1964年7月11日、大映）- 穴山小助
- 外科墓地の決斗（1964年9月5日、大映）- 馬場七五郎
- 眠狂四郎女妖剣（1964年10月17日、大映）- 牢屋敷目付
- 座頭市血笑旅（1964年10月17日、大映）- 宇之助の乾分百助
- 博徒ざむらい（1964年11月14日）- 伊牟田尚平
- 勝負は夜つけろ（1964年11月28日、大映）- 税関吏
- 座頭市関所破り（1964年12月30日、大映）- 亥之吉
- 眠狂四郎炎情剣（1965年1月13日、大映）
- 赤い手裏剣（1965年2月20日、大映）- 佐助
- 座頭市二段斬り（1965年4月3日、大映）- 大館甚吾
- 眠狂四郎魔性剣（1965年5月1日、大映）- 陣馬玄之助
- 忍びの者 伊賀屋敷（1965年5月12日、大映）- 熊谷三郎兵衛
- 若親分出獄（1965年8月14日、大映）- 銀造
- 新鞍馬天狗（1965年9月18日、大映）- 鳴海修平
- 座頭市逆手斬り（1965年9月18日、大映）- 伊皿子の辰吉
- 剣鬼（1965年10月16日、大映）- 棚倉武
- 密告者（1965年11月13日、大映）- 藤田利之
- ほんだら剣法（1965年12月11日、大映）- 栗橋
- 若親分喧嘩状（1966年1月1日、大映）- 谷少佐
- 刺青（1966年1月15日、大映）- 三太
- 忍びの者 新・霧隠才蔵（1966年2月12日、大映）- 竜口の黒造
- 泥棒番付（1966年2月26日、大映）- 同心A
- 眠狂四郎多情剣（1966年3月12日、大映）- 地廻り
- 大魔神（1966年4月17日、大映）- 茂助
- 座頭市の歌が聞える（1966年5月3日、大映）- 為吉
- 殿方御用心（1966年6月22日）- 沢田先生
- 大殺陣 雄呂血（1966年7月2日、大映）- 手代平吉
- 若親分あばれ飛車（1966年9月3日、大映）- 人斬り政二
- 陸軍中野学校 雲一号指令（1966年、9月17日大映）- 堺
- 兵隊やくざ大脱走（1966年11月9日、大映）- 佐伯伍長
- 新書・忍びの者（1966年12月10日、大映）- 一の目の九郎次
- 座頭市鉄火旅（1967年1月3日、大映）- 壷振半三
- あの試走車を追え（1967年1月28日、大映）- 森調査室員
- 若親分を消せ (1967年2月11日、大映）- 勘三
- 妻二人（1967年4月15日、大映）- 井上潤吉
- 若い時計台（1967年5月13日、大映）- アナウンサー
- 引き裂かれた盛装（1967年6月10日、大映）- 男
- 悪名一代（1967年6月17日、大映）- 菩薩の春吉
- 眠狂四郎無頼控 魔性の肌（1967年7月15日、大映）
- 座頭市牢破り（1967年8月12日、大映）- 百姓房次郎
- 海のGメン 太平洋の用心棒（1967年9月15日、大映）- 孫陶
- 華岡青洲の妻（1967年10月2日、大映）- 妹背米次郎
- なみだ川（1967年10月28日、大映）- あさり売り
- 若親分千両肌（1967年12月30日、大映）- 江藤少尉
- 悪名十八番（1968年1月13日、大映）- 万吉
- 陸軍中野学校 開戦前夜（1968年3月9日、大映）- 南文一
- 眠狂四郎人肌蜘蛛（1968年5月1日、大映）- 老の中の男（2）
- 鉄砲伝来記（1968年5月18日、大映）- 徳三
- とむらい師たち（1968年4月6日、大映）- 週刊誌の記者
- 牡丹燈籠（1968年6月15日、大映）- 番僧
- 続やくざ坊主（1968年7月13日、大映）- 為吉
- 関東女やくざ（1968年8月24日、大映）- 松川
- 兵隊やくざ 強奪（1968年10月5日、大映）- 軍曹
- 続・秘録おんな牢（1968年11月16日、大映）- 牢役人佐伯
- 妖怪大戦争（1968年12月14日、大映）- 川野左平次
- 座頭市喧嘩太鼓（1968年12月28日、大映）- 井川大作
- 秘録おんな寺（1969年1月25日、大映）- 己之吉
- 出獄四十八時間（1969年2月8日、大映）- 検事
- 博徒一代 血祭り不動（1969年2月22日、大映）- 島崎稲三
- 関東女極道（1969年2月22日、大映）- 上野保
- 手錠無用（1969年4月5日、大映）- 神宮寺謙介
- 関東おんな悪名（1969年5月1日、大映）- 千波留造
- 用心棒兇状旅（1969年5月17日、大映）- 栄吉
- 秘剣破り（1969年5月31日、大映）- 三田四郎五郎
- 鬼の棲む館（1969年5月31日、大映）- 中将
- 女左膳 濡れ燕片手斬り（1969年6月4日、大映）- 松平右京亮
- 四谷怪談 お岩の亡霊（1969年6月28日、大映）- 奥田庄三郎
- 笹笛お紋（1969年7月26日、大映）- 辰吉
- 刑務所破り（1969年8月30日、大映）- 仙吉
- 眠狂四郎円月殺法 (1969年、大映) - 長岡采女正
- 二代目若親分（1969年11月1日、大映）- 銀次郎
- 眠狂四郎卍斬り（1969年12月20日、大映）- 虚無僧
- 悪名一番勝負（1969年12月27日、大映）- 久光
- 座頭市と用心棒（1970年1月15日、大映）- 烏帽子屋番頭惣七
- 玄海遊侠伝 破れかぶれ（1970年2月21日、大映）- 憲兵
- 透明剣士（1970年3月21日、大映）- 井締抜太
- おんな極悪帖（1970年4月4日、大映）- 侍
- 兇状流れドス（1970年4月4日、大映）- 林田要助
- でんきくらげ（1970年5月1日、大映） - 風間
- 女秘密調査員 唇に賭けろ（1970年6月10日、ダイニチ映配）- 井上課長
- おんな牢秘図（1970年10月14日、ダイニチ映配）- 己之吉
- タリラリラン高校生（1971年2月17日、ダイニチ映配）- 精一
- 無宿人御子神の丈吉 川風に過去は流れた（1972年10月10日、東宝）- 留造
- 不連続殺人事件（1977年3月12日、ATG） - 丹後弓彦
- さらば夏の光よ（1976年3月13日　松竹）- ロッテリア店長
- 大地の子守唄（1976年6月12日、松竹）- 佐吉(女衒)
- 曽根崎心中（1978年4月29日、ATG） - 吉兵衛
- ダブルクラッチ（1978年4月29日、松竹）- パブのマスター
- 海潮音（1980年9月20日、ATG）- 野沢巡査
- ザ・レイプ（1982年5月15日、東映）- 刑事
- はいからさんが通る（1987年1月1日、東映） - 印念中佐
- 刑事物語5 やまびこの詩（1987年5月16日、東宝） - 鈴木課長
- 嵯峨野の宿（1987年8月8日　日活）- 菱川玉池
- 塀の中のプレイ・ボール（1987年11月21日、松竹）- 善さん
- 龍飛岬（1988年1月6日、木村プロ）- 北浦留吉
- 教育映画「母の日記」財団法人兵庫県人啓発協会（1992年、東映） - 笠田政雄

### テレビドラマ
- ザ・ガードマン（TBS / 大映テレビ室）
  - 第108話「ガードマン本部奇襲作戦」（1967年）
  - 第144話「夜と昼の顔を持つ男」（1968年）
  - 第172話「怪談殺人鬼ホテル」（1968年）
  - 第187話「大金庫をぶち破れ」（1968年）
  - 第199話「皆殺しの島」（1969年）
  - 第226話「替玉旅行は殺人がいっぱい」（1969年）
  - 第230話「海底強盗団」（1969年）
  - 第248話「初詣強盗団」（1970年）
  - 第269話「団地奥さんがスターになる方法」（1970年）
  - 第274話「妻の浮気は死を招く」（1970年）
  - 第279話「未亡人に招かれた男」（1970年）
  - 第292話「女の復讐は口笛にのって」（1970年）
  - 第298話「大人を恨みます! 17才の心中」（1970年）
  - 第302話「怪談・赤い糸で人を殺す幽霊」（1971年）
  - 第315話「危険な18歳の奥さん」（1971年）
  - 第325話「200億円の鍵は記憶を失った女」（1971年）
  - 第327話「ショック! 雨の夜は死人が笑う」（1971年）
  - 第341話「ヌードの悪女華やかな私生活」（1971年）
  - 第343話「お色気喜劇・浮気結婚式」（1971年）
- 風 第6話「小判を買う男」（1967年、TBS / 松竹）
- 悪一代　第13話（1969年、ABC）
- 青春太閤記 いまにみておれ!第8話（1970年、NTV / 歌舞伎座テレビ室）
- 新三匹の侍 第11話「夜光珠が哭いている」（1970年、CX / 松竹） - 速水茂人
- キイハンター（TBS / 東映） 
  - 第124話「腰抜け札束強盗団」（1970年）
  - 第126話「走れ！金塊ヨット真夏の海を」 (1970年)
  - 第132話「日本アルプス大追跡作戦」（1970年）
  - 第136話「殺人超特急西へ」（1970年）
  - 第147話「暗殺団と強盗団 スキーで珍道中」（1971年）
  - 第152話「おー新婚! ハレンチ追跡旅行」（1971年）
  - 第154話「サギ師の皆さま ふところにご用心!」（1971年） - 吉崎
  - 第165話「真珠湾から来た謎の女」（1971年）
  - 第167話「ミイラと棲む女の館」（1971年）
  - 第174話「黒衣の花嫁南国の連続殺人」（1971年）
  - 第178話「南の国へヌードで新婚珍道中」（1971年） - 銀座アオイの主人
  - 第189話「殺されに来た金色の眼の女」（1971年） - 安田
  - 第198話「頑張れ! 小便小僧危機一髪」（1972年）
  - 第208話「さらば超望遠銃の標的」（1972年） - 菅沼
  - 第225話「大空のギャング現金強奪作戦」（1972年） - 三鬼
  - 第230話「殺し屋グラマー大行進!」（1972年） - 綿貫
  - 第242話「ジャンボ旅客機爆破事件」（1972年）
  - 第248話「殺し屋ども、何人でも来い!」（1972年）
- 旗本退屈男第23話「矢車数え唄」（1971年、CX / 東宝）- 千鳥の仙太
- 大江戸捜査網（12ch→TX / 日活→三船プロ→ヴァンフィル）
  - 第36話「消えた十手」（1971年）
  - 第53話「花のお江戸の喧嘩鳶」（1972年） - 松太郎
  - 第89話「庖丁殺人事件」（1972年） - 松村
  - 第102話「般若を背負った女」（1973年） - 田村
  - 第105話「江戸の灯をたやすな!」（1973年） - 飯田屋
  - 第146話「渡る世間に鬼がいた」（1974年） - 越後屋番頭・庄助
  - 第156話「謎の男を追え!」（1974年） - 寅松
  - 第203話「情無用の大盗賊」（1975年） - 黒木甚内
  - 第215話「呪いの美人画」（1975年） - 嘉兵衛
  - 第242話「大暴れ娘かわら版」（1976年） - 桑原
  - 第269話「涙の花嫁衣裳」（1976年） - 寅蔵
  - 第279話「必殺剣! 辻斬りの恐怖」（1977年） - 剣持剛太郎
  - 第324話「人質救出の罠」（1978年） - 神崎配下の浪人
  - 第340話「遊女が秘めた一筋の涙」（1978年） - 徳造
  - 第321話「女忍者涙の姉弟愛」（1980年） - 八十島蔵人
  - 第335話「笑いを売る男の涙」（1980年） - 軍次
  - 第465話「翔べ・走れ隠密犬」（1980年） - 紀州屋吉兵衛
  - 第480話「謎を呼ぶ傀儡人形」（1981年） - 川辺
  - 第587話「八百屋お七・魔性の肌が燃える」（1983年） - 磯貝十太夫
  - 新 大江戸捜査網 第24話「魔の甲州路暴れ旅」（1984年） - 京極雅楽頭
- 大忠臣蔵（1971年、NET / 三船プロ） - 黒太夫
- 女人武蔵　第26話　（1971年、KTV / 松山プロダクション）
- 人形佐七捕物帳 第1話「江戸一番のいい男」（1971年、NET / 東宝）- 町奉行
- 水戸黄門（TBS / C.A.L）
  - 第2部 第30話「隠密兄妹 -佐賀-」（1971年4月19日） - 建原市之助
  - 第4部 第13話「曲わっぱの恋 -大館-」（1973年4月16日） - 黒木甚八
  - 第8部 第16話「非情の対決 -橋本-」（1977年10月31日） - 三蔵
  - 第26部 第18話「格が救った石州半紙 -津和野-」（1998年6月15日） - 甚助
  - 第38部 第3話「昼行灯とあっぱれ女房 -石見-」（2008年1月21日） - 山師・作蔵
  - 第41部 第6話「若殿守った鰻屋小町! -浜松-」（2010年5月17日） - 金兵衛
- 清水次郎長 第30話「強がり男と変な娘」（1971年、CX / 東映 / タケワキプロ）　- 留吉
- 遠山の金さん捕物帳 第74話「江戸をかっ払う男」（1971年、NET / 東映） - 権次
- 半七捕物帳 第16話（1972年、NET / 東映）
- 笹沢左保 峠シリーズ 第1話「中山峠に地獄を見た」（1972年、CX / C.A.L）
- あしたに駈けろ! 第8話（1972年、CX / 松竹）
- 鬼平犯科帳 第2シリーズ 第16話「掻掘のおけい」（1972年、NET / 東宝） - 黒灰の宗六
- 荒野の素浪人 第1シリーズ 第17話「強奪 けもの谷の御用金」（1972年、NET / 三船プロ） - しじまの軍兵衛
- シークレット部隊（1972年、TBS / 大映テレビ)
  - 第8話「二人の妻を持つ男」
  - 第11話　地獄に急ぐ二人の男」
- 木枯し紋次郎（CX / C.A.L）
  - 第1部 第16話「月夜に吼えた遠州路」（1972年）- 浪人
  - 第2部 第11話「駆入寺に道は果てた」（1973年）- 巳之吉
- 忍法かげろう斬り 第14話「ぎやまん地獄の美女」（1972年、KTV / 東映） - 榊原外記
- 眠狂四郎 （KTV / 東映）
  - 第5話「仇花に露が煌めく」(1972年) - 成瀬角之進（浪人）
  - 第19話「魔性の女に男が哭く」(1973年)
- 必殺シリーズ（ABC / 松竹）
  - 必殺仕掛人 （1972年）
    - 第2話「暗闘仕掛人殺し」 - 仁三郎
    - 第24話「士農工商大仕掛け」 - 大塚春仙

  - 必殺仕置人 第11話「流刑のかげに仕掛あり」（1973年） - 政
  - 助け人走る（1974年）
    - 第19話「世情大不安」 - 片桐源次郎
    - 第34話「必死大逃走」 - 陣内

  - 必殺からくり人・血風編 第11話「夜明けに散った紅い命」（1977年） - 仙吉
  - 新・必殺仕置人 第32話「阿呆無用」（1977年） - 伝蔵
  - 必殺商売人 第23話「他人の不幸で荒稼ぎ」（1978年） - 心源坊一角
  - 必殺からくり人・富嶽百景殺し旅 第9話「深川万年橋下」（1978年） - 大五郎
  - 翔べ! 必殺うらごろし 第13話「手が動く! 画家でないのに絵を描いた」（1979年） - 皆川
  - 必殺仕事人 第28話「尼寺に鬼女は棲むのか?」（1979年） - 佐母次
- 特別機動捜査隊（NET / 東映）
  - 第582話「消えゆく灯」（1972年） - 磯部
  - 第737話「歪んだクリスマス」（1975年） - 遠野
- 戦国ロック はぐれ牙 第1話「隠し銀山に欲望を斬れ」（1973年、CX / C.A.L）
- 旅人異三郎 第13話「つかの間の恋に女心が濡れた」（1973年、12CH / 三船プロ) - 国見弥平次
- 子連れ狼（NTV / ユニオン映画 / スタジオシップ)
  - 第1部 第9話「千城殺陣」（1973年)
  - 第3部 第10話「魔道旅道しるべ」（1976年） - 山辺勘解馬
- 剣客商売 第12話「おかしな入門者」（1973年、CX / 東宝 / 俳優座） - 仙之助
- アイフル大作戦（TBS / 東映）
  - 第8話「泣くな赤ちゃん!新婚珍道中」（1973年）
  - 第30話「銀行のお金盗む方法教えます!」（1973年）
  - 第39話「新春テニス曲線美杯争奪戦」（1974年）- 木村元
- 大河ドラマ（NHK）
  - 勝海舟（1974年） 第5話
  - 風林火山（2007年） - 本庄実仍
  - 篤姫（2008年） - 大原重徳
- 電撃!!ストラダ5 第7話「呪いのダイヤを撃て!」（1974年、NET / 日活） - 東京ナンバー7
- 狼・無頼控 第16話「紅蜘蛛の復讐」（1974年、MBS / 映像京都）
- 白い牙 （1974年、NTV / 大映テレビ）
  - 第3話「悪名悲歌・有光洋介」
  - 第9話「トラブル買います」
- 右門捕物帖 第31話「切腹」（1974年、NET / 東映）
- おしどり右京捕物車　第9話「妬(やく)」（1974年、ABC / 松竹）- 弥五郎
- 幡随院長兵衛お待ちなせえ 第4話「大江戸暴れ馬」（1974年、MBS / 東宝 / 俳優座映画放送)
- 破れ傘刀舟悪人狩り 第13話「闇の黒幕」（1974年、NET / 三船プロ） - 白井一角
  - プレイガールQ （12ch / 東映）
  - 第11話「あの肌をもう一度」（1974年） - 中沢
  - 第45話「風に逆らうメス狼」（1975年） - 中西
- おんな浮世絵・紅之介参る! 第20話「辻斬り浪人」（1975年、NTV / ユニオン映画）
- 夜明けの刑事第25話「蒸発したマイホームパパ」（1975年　TBS / 大映テレビ)
- 長崎犯科帳　第22話「子の刻心中」（1975年、NTV / ユニオン映画　NTV)　- 利助
- どてらい男　戦後編　第8回「あんま大作戦」（1975年　KTV)
- 痛快!河内山宗俊　第3話「ここ一番の大勝負」（1975年、CX / 勝プロダクション）
- はぐれ刑事-沖雅也編 第11話「氷雨」（1975年、NTV / 国際放映）
- 宮本武蔵（1976年、歌舞伎座テレビ / KTV)
  - 第20話「青雲の涯て」
  - 第21話「栄達の門」
- 影同心II 第18話「身代りの報酬」（1976年、MBS / 東映） - 辰蔵
- 二人の事件簿 暁に駆ける! 第13話「宙を飛ぶ死体」（1976年、ABC / 大映テレビ）
- 遠山の金さん (テレビ朝日)第1シリーズ（NET → ANB / 東映）　※杉良太郎版
  - 第24話「消えた飛脚を探せ!!」（1976年）
  - 第60話「裏切りを覗いた女」（1976年）- 黒犬組二代目首領 長助
  - 第78話「怨念の刃がとんだ」（1977年）- 樋垣源之烝
  - 第88話「じゃじゃ馬姫と贋奉行」（1977年） - 兼五郎
  - 第96話「お湯の中にも鬼が住む」（1977年） - 竜左
  - 第98話「金のなる木を持つ稼業」（1977年)　- 手妻の三九郎
- 非情のライセンス 第2シリーズ（NET / 東映）
  - 第81話「兇悪の暴走族」（1976年） - 戸塚
  - 第99話「兇悪の殉職・右田刑事」（1976年） - 足立
  - 第122話「母恋し」（1977年） - 倉石保
- 隠し目付参上 第10話「鬼も十八 番茶も出花か」（1976年、MBS / 三船プロ） - 桃井大膳
- 赤い疑惑 第4話「母の秘密」（1976年、TBS / 大映テレビ）- 雑誌記者
- 子連れ狼 （第3部 萬屋錦之介編）第10話「魔道旅道しるべ」（1976年、NTV / ユニオン映画） - 山辺勘解馬
- 人魚亭異聞 無法街の素浪人 第10話「一匹狼の歌」（1976年、NET / 三船プロ）
- ご存知!女ねずみ小僧（1977年、CX / 松竹）　　
  - 第8話「いろは湯が乗ッ取られた」 - 赤鞘の竜
  - 第23話「更屋敷異聞」 - 安井
- 太陽にほえろ!（NTV / 東宝）
  - 第220話「ジュンの復讐」（1976年） - 岡辺幸三
  - 第246話「赤ちゃん」（1977年） - 麻薬組織の男
  - 第362話「デイト・ヨコハマ」（1979年） - 三好（竜神会）
- 桃太郎侍（NTV / 東映）
  - 第11話「夜桜小僧 闇に哭く」（1976年） - 茂十
  - 第31話「宵宮に消えた神輿」（1977年） - 富田屋宗兵ヱ
  - 第61話「浮世の水は辛かった!」（1977年） - 仙八
  - 第93話「絵馬堂の家出軍団」（1978年） - 剃刀新三
  - 第102話「さらば上方屋」（1978年） - 堀井玄蕃
  - 第218話「十年目のお化け長屋」（1980年） - 仙蔵
- 銭形平次（CX / 東映） 
  - 第572話「むささび小僧」（1977年） - 清次郎
  - 第603話「投げ銭を拾った娘」（1978年） - 作次
  - 第635話「死者を呼ぶ女」（1978年） - 宇吉
  - 第646話「十手に賭けたお静の命」（1978年） - 五郎蔵
  - 第659話「さらわれた同心」（1979年） - 宇平
  - 第705話「みみずく屋敷の花嫁」（1980年） - 望月精四郎
  - 第743話「傷だらけの恋」（1980年） - 仙次
  - 第755話「汚れなき純情」（1981年） - 久蔵
  - 第771話「父娘ばやし」（1981年） - 銀次
  - 第789話「死罪を願う女」（1981年） - 芳三
  - 第840話「なさぬ仲」（1983年） - 仁吉
- 江戸の旋風シリーズ（CX、東宝）
  - 同心部屋御用帳 江戸の旋風III 第14話「罠には罠を!」（1977年）
  - 同心部屋御用帳 江戸の旋風IV 第23話「五年目の青空」（1979年） - 源五郎
- 人形佐七捕物帳 第17話「怨霊を呼ぶ蛍屋敷」（1977年、ANB / 東映） - 金兵衛
- 破れ奉行（1977年、ANB / 中村プロ）
  - 第20話「幕府海軍異状あり」 - 矢沢久太夫
  - 第37話「梅の一八三三の女」 - 本田儀十郎
- 新五捕物帳 (NTV / ユニオン映画)
  - 第10話「闇をさく心の叫び」（1977年）
  - 第41話「露の情け」（1978年)
  - 第55話「江戸の夢恋のかんざし」（1979年)
- 暴れん坊将軍シリーズ（ANB / 東映）
  - 吉宗評判記 暴れん坊将軍（1978年）
    - 第10話「花開く目安箱」 - 仁王の万七
    - 第30話「裏切り御免!」 - 木村半蔵
    - 第48話「極楽風呂に地獄を見た」- 三蔵
    - 第60話「太陽だけが知っていた」（1979年） - 内山三太夫
    - 第90話「奮戦! 辰五郎先生」（1979年） - 永倉弥十郞

  - 暴れん坊将軍IX 第17話「乙女の叫び 私の命をさしあげます!」（1999年） - 菊屋久兵衛
- 祭ばやしが聞こえる　第16話（1978年、NTV / ニーディー・グリーディー / 東宝企画)
- 横溝正史シリーズII / 八つ墓村（1978年、MBS / 映像京都）
- 若さま侍捕物帳 第11話「参上!! 恐怖の妖刀」（1978年、ANB / 国際放映）- 旗本・高瀬
- 日立スペシャル「獅子のごとく」（1978年　テレビマンユニオン、TBS）-上田敏
- 疾風同心（はやてどうしん）第8話「おもかげの怪盗」（1978年、12ch / C.A.L）
- 破れ新九郎 （ANB / 中村プロ）
  - 第8話「天保大地震」（1978年） - 大瀬
  - 第20話「殴り込み!破れ軍団」（1979年） - 惣右衛門
- 江戸を斬るIV 第1話「紫頭巾が二人いた!」（1979年、TBS / C.A.L） - 浪人
- 同心部屋御用帳 江戸の旋風IV 第23話「五年目の青空」（1979年、CX / 東宝） - 源五郎
- 大都会 PARTIII 第47話「脅迫者を消せ」（1979年、NTV / 石原プロ） - 川口文夫
- 柳生一族の陰謀 第16話「夜霧に鬼女が笛を吹く」（1979年、KTV / 東映）-万里小路充房
- 赤穂浪士（1979年、ANB / 東映 / 中村プロ）
- 江戸の牙 第3話「阿片! 墓標なき男」（1979年、ANB / 三船プロ）
- 駆け込みビル7号室 第2話「ほん物ニセモノ?! 帰ってきた蒸発亭主」（1979年、CX / 三船プロ）
- 長七郎天下ご免! 」（ANB / 東映）
  - 第2話「誘拐! おさよ危機一髪」（1979年） - 神山玄蕃
  - 第56話「ちゃんが覗いた火焔地獄」（1980年） - 高井圭四郎
  - 第92話「命賭けます! 忍び恋」（1981年） - 辰巳屋次郎右衛門
  - 第111話「真実の証のいれずみ命」（1982年） - 矢野主膳
- 江戸の激斗 第26話「さらば遊撃隊」（1979年、CX / 東宝） - 佐野
- 熱中時代 刑事編 第25話「熱中刑事ワナにかかる」、第26話「ハッピーだぜ! 熱中刑事」（1979年、NTV / ユニオン映画） - 星井堅充
- 西部警察シリーズ（ANB / 石原プロ）
  - 西部警察 第24話「獅子に怒りを!!」（1980年） - 鳥羽克彦
  - 西部警察 PART-III 第17話「吠えろ!! 桜島 -鹿児島篇-」（1983年） - ロバート・カーソンの参謀
- 黄金の犬 第1話、第6話（1980年、NTV）
- 土曜ワイド劇場(ANB→EX)
  - 華やかな死体・赤い花は殺人予告（1980年、東映）
  - 濡れた心〜レズビアン殺人事件〜（1981年、ABC / 国際放映） - 山岡警部補
  - 逆転誘拐 ひとり息子の身代金（1982年、東宝）
  - 混浴露天風呂シリーズ1 露天風呂連続殺人 婚前奥伊豆旅行（1982年、ABC / テレパック）
  - 女弁護士朝吹里矢子(7) モーテルの女が消えた!（1983年、東映）
  - 女子医大生 父娘心中（1983年、ABC）
  - 窓の中の殺人 離婚した女 嫌いな前夫が私を犯す…（1983年、国際放映）
  - 団地妻のさけび 結婚五年目の破局!（1983年 にっかつ）
  - ねらわれた社長一族 結婚前夜の謎 燃えた二億円!（1985年）
  - 宅配便で運ばれたヌードギャル 手錠の男と女大逃亡!（1986年、ABC / 東通企画）
  - うわさの派遣女秘書 私は見た! 財産をめぐるエリート家族の鮮やかな殺人（1987年）
  - 女弁護士朝吹里矢子(9)十朱幸代版 相続欠格の謎「美しい未亡人3年目の疑惑…」（1987年、東映）- 刑事
  - 仮面法廷 黒いサングラスの女（1987年、東映）
  - 鬼怒川渓谷 湯けむり殺人行（1989年)
  - 結婚プロデューサー麻美礼子の犯罪カタログ（1990年）- 南郷啓太郎
  - 喪服を着た花嫁　東京-長野-岐阜恵那峡殺意の5日間（1990年、 東宝)
  - 悪女の季節　華麗な変身をとげた白い肌の完全犯罪!（1990年)
  - 「殺意の八丈島海流・覗かれた美人作家の殺人日記（1991年）
  - 夜の街殺人事件(1) 銀座～水上温泉、湯けむりに消えた女 （1992年）
  - 終着駅シリーズ-露口茂版（1990年 - 1994年、東映) - 平林刑事課長（警視庁新宿西警察署刑事課・牛尾正直刑事の上司）
    - 第1話「終列車新宿発23時20分 アルプス号に乗った2組の男女 発車ベルは殺人の幕開け…」（1990年)
    - 第2話「信濃大町発7時53分あずさ8号 殺意のめぐり逢い ホテル逆密室の謎」（1992年)
    - 第3話「死刑台の舞踏 華やかな結婚式に殺人の祝福が…盗み撮りされた美しい獲物!」（1992年)
    - 第4話「碧の十字架殺したはずの女の知られたくない秘密…」（1994年）

  - 高橋英樹の船長シリーズ 第10作「太平洋殺意のうず潮」（1998年、東映） - 西方刑事
  - 夜の街殺人物語(2) 東京銀座－群馬老神温泉（1993年 (高橋英樹)|遠山の金さん）
  - 事件(2)「OLが見たホーム転落死の真相! もし貴女が男にからまれたら…」（1994年、オフィス・ヘンミ） - 野間清三検事
  - 十和田湖畔 偽りの花嫁（1995年） - 前田医師
  - ママさん記者明衣子の事件（1999年）
  - 山村美紗最期のミステリー 京都・在原業平殺人事件（1999年、東映） - 大杉教授
  - タクシードライバーの推理日誌(12)「殺意のハンドル」（2000年） - 南条昭一
  - 終着駅シリーズ 壁の目（2003年、東映） - 関口
  - さくら署のおんなたち（2006年） - 岩下登
  - 検事　朝日奈耀子 医師&検事〜2つの顔を持つ女!(6)「温かい死体! 鬼怒川温泉殺人連鎖」（2008年） - 野々村伸一（あさやホテル勤務・元船頭）
- 鬼平犯科帳 (ANB / 東宝 / 中村プロ）
  - 第1シリーズ 第17話「見張りの糸」（1980年）
  - 第2シリーズ 第7話「霧の七郎」（1981年）- 霧の七郎
- 猿飛佐助 第15話「甲賀忍法 人鷲」（1980年、NTV / 国際放映） - 百鬼
- 柳生あばれ旅 第9話「雨の宿場に花一輪 -島田-」（1980年、ANB / 東映） - 太田黒主膳
- 天皇の料理番（1980年、TBS） - 前田義和
- 闇を斬れ 第9話「親の涙は血の涙」（1981年） - 徳蔵
- 時代劇スペシャル(CX)
  - 二人の武蔵（1981年、国際放映）
  - 素浪人罷り通るシリーズ (三船プロ)
    - 第1話「素浪人罷り通る」（1981年）- 矢部九内
    - 第3話「素浪人罷り通る血煙りの宿」（1982年）- 鬼火の丹兵衛

  - 新吾十番勝負（第2部） 第2話「抹殺密命渦巻く悪の内懐にくの一暗躍」（1982年、三船プロ）
  - 忍者狩り（1982年、東映）- 出演とナレーター
  - 傑作怪談シリーズ(4)「悪霊桜子姫・妖しい女の怨霊に殺人鬼がよみがえる恐怖の夜」（1982年、円谷プロ）- 土井肥後守
  - 仕掛人・藤枝梅安(東宝)
    - 第3話「梅安迷い箸」（1982年）
    - 第6話「梅安岐れ道」（1983年）

  - 岡っ引どぶ 第3話「流人島殺人事件」（1982年、俳優座映画放送、映像京都）
- ひまわりの歌 第27話「秘密の子供！裏切られた妻の復讐!!」（1982年、TBS / 大映テレビ)
- グランド劇場 天まであがれ!（1）（1982年、NTV） - 尾形大吉
- 幻之介世直し帖 第15話「くの一地獄変」(1982年、NTV / 国際放映）
- 文吾捕物帳 第22話「皆殺しの赤い罠」（1982年、ANB / 三船プロ） - 半蔵
- 源九郎旅日記 葵の暴れん坊 第12話「黒潮、むぎ酒虎目付」（1982年、ANB / 東映）
- 松平右近事件帳 第26話 [お銀哀歌」（1982年、NTV / ユニオン映画) - 巳之助
- 12時間超ワイドドラマ (TX)
  - 竜馬がゆく（1982年） - 長岡謙吉
  - 徳川風雲録　御三家の野望（1986年、東映) - 無明左平次
  - 徳川剣豪伝　それからの武蔵（1996年、東映） - 細川忠興
- 文吾捕物帳 第22話「皆殺しの赤い罠」（1982年、ANB / 三船プロ） - 半蔵
- ザ・ハングマンII 第12話「ギャラは人妻! 売れっ子評論家を吊せ」（1982年、ABC / 松竹芸能） - 森口秘書室長（大和田経済研究所）
- 火曜サスペンス劇場（NTV）
  - 松本清張の指（1982年、松竹）
  - 消えた蜜月（ハネムーン）（1982年）
  - 松本清張の交通事故死亡1名（1982年、三船プロ）
  - 女が見ていた　殺されたはずの子供は生きていた（1983年）
  - 突然の明日　兄さんが殺人犯？違うわ！真実を追う若き妹の行く手に待つ愛と罠!（1983年）
  - 青い幸福　姑が嫁に殺意を抱いた時（1983年） - 本崎捜査課長
  - 少年は見ていた（1983年） - 加東医師
  - 致死歩道　（1984年）
  - 季節はずれのサンタクロース（1985年)
  - わが子は殺人者 名門高校殺人事件（1986年）
  - 間違えられた女 瓜二つの女殺人事件（1986年)
  - 震える髪（1987年、東映）- 深江刑事
  - 息子よ! 女囚逃亡の果て（1987年）
  - 弁護士・高林鮎子（東映）
    - 第3作「新横浜発12時09分の女」（1988年） - 村上信孝
    - 第17作「支笏湖10時30分の女」（1995年） - 細野局長

  - 浅見光彦ミステリー(5)「越後路殺人事件」（1989年、近代映画協会） - 谷山元治
  - 真夜中の病室（1989年）
  - 逆転判決　女弁護士水城邦子（1989年)
  - 自白調書（1989年、磯田事務所） - 行沢武幸
  - 顔斬り（1990年）
  - 六月の花嫁（2) 結婚指輪（1990年）-　河内刑事部長
  - 六月の花嫁（3）結婚写真（1991年）
  - 女動物医事件簿2 炎を吐いた猫（1991年、東映） - 江口義彦
  - 新春SPECIAL　平成六年の大不幸（1994年）
  - 女監察医・室生亜季子 第17作「薬殺」（1994年、東映） - 井口辰夫
  - 下町葬儀屋事件簿（1995年）
  - おかしな夫婦3 私を裏切った娘でも娘は娘、母の偏執愛が雪の阿賀野川に燃える（1997年）
- 暁に斬る! 第17話「紅鶴はやわ肌に燃える」（1983年、KTV / 三船プロ）
- ドラマスペシャル　関西テレビ開局25周年記念番組　吉田茂（1983年、KTV / 東映)
- 3年B組金八先生スペシャルII イレ墨をした教え子（1983年、TBS）- 笈川
- よみうりテレビ開局25年・日本テレビ開局30年特別企画 女たちの大坂城（1983年、YTV / 三船プロ） - 本田正純
- ライオン午後のサスペンス　私は許さない（1984年、CX / 東映）
- 花王 愛の劇場 / 雪舞（1984年、TBS）
- ザ・サスペンス（TBS）
  - 秘められた心中 死を決意した人妻の密会が招く夫殺しの疑惑（1984年）
  - 復讐するは我にあり（1984年）
- 長七郎江戸日記 第27話「仇花、風に舞う」（1984年、NTV / ユニオン映画） - 孫兵衛
- 遠山の金さん (ANB / 東映)
  - 第35話「浮世風呂からくり殺人!」（1982年）- 秋庭権八郎
  - 第56話「炎の慕情! おんな火消し鉄火の纏」（1983年）- 木内源之介
  - 第98話「人呼んで〝桜吹雪の女〟II」（1984年）
  - 第136話「ろくでなし女医の心の旅路!」（1985年）- 野添文太郎
- 金曜女のドラマスペシャル（CX）
  - 愛の終着駅 バラバラ殺人事件!（1984年）
  - 都会に堕ちた女 妙義山白骨殺人事件（1984年、テレパック）
  - 団地妻連続殺人事件（1986年CX)
  - 青き犠牲（青きいけにえ）（1986年、東宝)
- 暴れ九庵 第7話「はきだめの福」（1984年、KTV / 東宝） - 源蔵
- 影の軍団IV 第3話「微笑みが殺意を呼ぶ」（1985年、KTV / 東映）
- スケバン刑事II 少女鉄仮面伝説 第16話「悲しみの弾丸!サキ撃たれる」（1986年、CX） - デューク南郷
- 東芝日曜劇場 第1539回「誰かが来るまで」（1986年、MBS）
- 女ふたり捜査官（1986年 - 1987年）
- 木曜ゴールデンドラマ　(YTV)
  - 家族の奇蹟 崩壊の危機を救った妻の最後の賭け（1986年)
  - お葬式戦争'86（1986年)
  - 母と娘の出発　わが娘が非行の女に…愛憎の狭間に揺れる母性（1986年）
  - 春の姉妹（1987年)
  - 明日をください（1987年、渡辺企画）
  - 裁く女（1988年）
  - かあちゃん頑張れ(1988年）
  - 老春時代（1988年）
  - 他人家族4 年増の二人三脚（1989年）
  - 森村誠一の児童心理殺人事件（1989年) - 早川刑事
  - お姑さんの登校拒否（1990年)
  - 母の離婚・娘の離婚（1991年5月30日）
- 部長刑事（ABC)
  - 第1516話「田舎刑事の友情」（1987年）
  - 第1567話「犯人は誰だ! 問題編」- 第1568話「犯人は誰だ! 解決編」（1988年）
- 少女コマンドーIZUMI 第14話「生きていた敵!」、第15話「セーラー服戦士の伝説」（1988年、CX） - 竜崎永悟
- 追いかけたいの!（1988年、CX）
- 新春ドラマスペシャル 春燈（宮尾登美子の春燈）（1989年、ANB）
- 月曜・女のサスペンス / 原島弁護士の愛と悲しみ（1989年、TX） - 守山弁護士
- 水曜グランドロマン 男三昧女三昧（1989年、NTV)
- 水曜グランドロマン 交通刑務所の朝 全国年間収監者数3450! （1989年、NTV)
- 男と女のミステリー→金曜エンタテイメント（CX）
  - 京都グルメ旅行殺人事件 男女七人同窓生連続殺人!（1989年） - 小林警部
  - 斜陽の果て（1990年）
  - 山村美紗サスペンス・京都紫式部殺人事件（1996年、東映）
  - 浅見光彦シリーズ（東映）
    - 第13作「津軽殺人事件」（榎木孝明版）（2001年） - 古美術店主　石井修二
    - 第17作「秋田殺人事件」（中村俊介版）（2003年） - 秋田県議会議員・元北秋田県警秋田北警察署署長・亀井資之
- テニス少女夢伝説!愛と響子（1990年、CX / 大映テレビ） - 滝口コーチ ※レギュラー。テニス指導含む
- 火曜ミステリー劇場 テレビスペシャル 赤かぶ検事奮戦記 第1話 おしゃべり地蔵殺人事件（1990年、ABC / 松竹)
- 妻たちの劇場 愛と炎のごとく （1990年、CX）レギュラー
- 世にも奇妙な物語 「仰げば尊し」（1990年9月6日、CX)
- 市川準東京日常劇場「土手にて」木村元（1991年）
- 月曜女のサスペンス　列島縦貫事件シリーズ　北九州　洞海湾に立つ女（1991年、TX）
- 月曜ドラマスペシャル　夫が倒れた日（1991年、TBS）
- しゃぼん玉　第1話、第3話（1991年、CX / 東映）
- ドラマ30 / ある日突然…（1992年、MBS） - 井村義之（直子の夫）役
- 名奉行 遠山の金さん 第5シリーズ 第30話「恐怖!地震があばいた悪の顔」（1993年、ANB / 東映） - 榊原帯刀
- 金曜ドラマシアター 消えたミステリー女流作家の豪邸で起きた悲劇（1991年CX) - 国際出版編集長・蓮見
- 金曜ドラマシアター 実録犯罪史シリーズ金（キム）の戦争 ライフル魔殺人事件（1991年、CX / 共同テレビジョン）
- 金曜ドラマシアター 刑事 北の街函館を舞台に男と男の執念が燃える!（1993年、東映 / CX）
- 花王ファミリースペシャル 伊藤みどり物語 前編・後編（1993年、KTV）
- 木曜ドラマ4 新空港物語（1994年、テレビ朝日）- 二宮刑事（空港・中央警察）
  - 第4話「雪の成田・パリ便に遅れた女! 不倫旅行」
  - 第6話「疑惑のOL殺人! マニラ便に仕掛けられた罠」
  - 第9話「成田離婚殺人事件! 香港便の女の秘密…」
- 霧の中の真実 大阪府教育委員会企画 （1995年、東大阪労働雇用政策室） - 米雄
- 金曜エンタテイメント　(CX)
  - 「山村美紗サスペンス 京都ミス映画村殺人事件」（1993年、東映)
  - 「せつない探偵柚木草平の殺人レポート(2) 初恋よ、さよならの、キスをしよう」（1996年）
  - 「山村美紗サスペンス 京都夜の祇園殺人事件」（1997年、東映）
  - 「山村美紗京都ミステリー 京都恋人形殺人事件」（1997年、東映）
  - 「釣りデカ事件簿 海の密室殺人事件」（1997年、東映）
- 田村正和スペシャル 眠狂四郎(4) 雪の夜に私を殺して! 狂四郎を愛し続けた女（1998年、ANB / 東映）
- はぐれ刑事純情派（ANB / 東映）
  - 第7シリーズ 第9話「幸せを売る女 靴跡の秘密!」（1994年）　　　
  - 第8シリーズ 第5話「セクハラ部長の死! 50%の殺意」（1995年）
  - 第10シリーズ 第13話「からむ女・夫婦の決算!」（1997年） - 春山努
- 月曜ドラマスペシャル→月曜ミステリー劇場→月曜ゴールデン（TBS）
  - 西村京太郎&山村美紗夢の合作サスペンス・海を渡った愛と殺意（1997年、テレパック）- 周刑事
  - 西村京太郎サスペンス / 探偵 左文字進 第2作「汚れた勲章」（2000年、テレパック） - 小暮啓介（代議士）
  - 上条麗子の事件推理 （2001年 - 2011年、TBS） - 仙波芳太郎　レギュラー
    - 第1作「死を呼ぶ離婚慰謝料!」（2001年）
    - 第2作「死を呼ぶ早期退職金」（2002年）
    - 第3作「死を呼ぶ遺産相続」（2003年）
    - 第4作「死を呼ぶ老後資金」（2004年）
    - 第5作「函館・洞爺湖・白老・札幌」(2006年）
    - 第6作「死を呼ぶ佐渡情話」（2009年）
    - 第7作「死を呼ぶ越中富山の湯」（2010年）
    - 第8作「死を呼ぶ男鹿～角館～乳頭温泉ライン」（2011年）
    - 第9作「近江八幡・京都～死を呼ぶ琵琶湖の謎」（2011年）
- 忠臣蔵（1996年、CX / 東映） - 富森助右衛門 ※レギュラー
  - 第1話「元禄最大の事件」（10月9日）90分スペシャル
  - 第2話「刃傷松の廊下」（10月16日）
  - 第7話「山科の別れ」（11月27日）
  - 第8話「大石東下り」（12月4日）
  - 第10話「吉良邸討入り」（12月18日）2時間スペシャル
- 金さんVS女ねずみ 第14話「恐怖の三味線通り魔」（1998年、ANB / 東映） - 弥助
- 鬼平犯科帳 第8シリーズ 第3話「穴」（1998年、CX / 松竹） - 茂兵衛
- 剣客商売（1998年 - 2010年、CX / 松竹） -  不二楼板前・長次　※レギュラー
- 大岡越前 第15部 第25話「最後の罪が恩返し」（1999年3月8日、TBS / C.A.L） - 鎌吉
- 髪結い伊三次（1999年、CX / 松竹） - 十兵衛
- 舞妓さんは名探偵!（酒井美紀版）第1話「京都祇園連続殺人」（1999年、ANB /  東映）-早川宗之介
- ドラマ愛の詩　浪花少年探偵団（2000年　NHK ETV）-ロリシカ王国国王
- 山村美紗サスペンス　京都・呪いの十二単衣殺人事件（2000年、CX / 東映）
- 月曜ドラマスペシャル　マネーコンサルタント日下部刻子の事件ファイル（2000年、TBS）- 牧野慶春
- 御家人斬九郎 第5シリーズ 第7話「母の夢」（2002年、CX / 映像京都） - 大木隼人正
- 月曜ミステリー劇場 弁護士朝吹里矢子(2) 衝動殺人の謎 （2002年、TBS）　大学教授　安河内
- 新春痛快ミステリードラマ　突撃おばちゃん探偵 伊集院さゆりの事件簿(1) （2003年、CX）- 専務 杉野浩二
- 山村美紗サスペンス　京都女優シリーズ(5)　流れ橋殺人事件（2003年、CX / 東映）
- 女と愛とミステリー / 捜査検事・近松茂道 第3作「銀山温泉の殺人報告」（2004年、TX） - 七尾裕吉
- 子連れ狼 (北大路欣也版) 第3シリーズ 第6話「雨の日に切腹を…! 大五郎涙の別れ!」（2004年、ANB / 東映）
- テレビ朝日開局45周年記念企画 忠臣蔵 第1話「刃傷 松の廊下」(2004年、ANB / 東映）
- 水曜ミステリー9 神楽坂署生活安全課2（2006年） ‐ 杉浦理事官
- 警視庁捜査ファイル さくら署の女たち（2007年、ANB / 東映） - さくら署総務課課長・松永鉄哉
- NHK連続テレビ小説 どんど晴れ 第74話 - 第75話（2007年、NHK、BS2） - 林田裕一

### 舞台
- 里見浩太朗特別公演「花の渡り鳥 / 松平右近事件帳」
- はなざかり女ざかり 名鉄ホール（1999年12月特別公演）

### その他のテレビ番組
- 遠くへ行きたい（YTV）
- いい旅・夢気分（TX）